# Діонісій Малий
Діонісій Малий (лат. Dionysius Exiguus, бл. 475 — 550 рр.) — відомий святий, чернець і один зі святих отців Церкви, родом зі Скіфії. З кінця V століття до середини VI століття мешкав у Римі. Належав до групи «скіфських ченців».
Прізвисько Малий (лат. Exiguus), можливо, виражало його смиренне самоприниження перед іншими великими носіями того ж імені. Діонісій прекрасно володів латиною і грецькою мовою, що дозволило йому відігравати важливу роль у контактах східної і західної традицій. Він склав компіляцію Соборних правил: 165 з них переклав з уже існуючого на той час аналогічного збірника грецькою мовою, 50 запозичив з Апостольських правил; крім того, у цю компіляцію ввійшов ряд ухвал, прийнятих соборами Римської й Африканської церков. Цей збірник існував у трьох авторських редакціях, остання з яких, очевидно, втрачена. На додаток до цього збірника Діонісій склав добірку папських декреталій з 41 статті. Обидва збірники протягом багатьох століть були основою канонічного права, яким керувалася Західна церква.
Діонісієві належав також ряд трактатів про вирахування часу святкування Великодня, які чимало сприяли врегулюванню древньої суперечки. Паралельно він здійснив синхронізацію римської і християнської історії, установивши, що Христос народився через 754 роки після заснування м. Риму. Його обчислення поклали початок системі відліку часу «від Різдва Христового», якою користуються і нині.

## Пасхальні таблиці
У 525 році Діонісій приготував таблиці, на основі яких потім визначали дату Пасхи, і набір «аргументів», який пояснював її обчислення по його власній ініціативі, а не на запит тогочасного Папи Римського. Можна зауважити, що тільки перших дев'ять аргументів належать Діонісію. В той час як інші параграфи приписують пізнішим обчисленням інших людей. Наприклад, аргументи 11 і 12 були, можливо, пораховані в 675 р.. Він представив свої таблиці і аргументи у листі до єпископа Петронія (у 525 р) і додав іншого пояснювального листа (написаного в 526 р.). Ці роботи у томі 67 з 217 томів «лат. Patrologia Latina» також включають листи від єпископа Протеуса з Александрії до Папи Римського Лева I (які були написані перед 457 р.). І хоча не названі Діонісієвими, ця колекція була недавно додана до «Liber de Paschate» (яку пізніше назвали «Книгою на Пасху») руками «Audette».
Він проігнорував те, що існуючі на той час таблиці, які використовувала римо-католицька церква, які були приготовані в 457 р. Вікторіусом Аквутайном, пояснюючи це тим, що вони не відповідають Александрійським принципам, і є без актуальних узгодженостей їхнього існування. Для того, щоб переконатися, що його власні таблиці були правильними, він розширив набір таблиць, приготовлених у м. Александрії, які в той час використовувалися на Заході Римської імперії латинською мовою, але ніколи не використовувалися на Заході як дата Пасхи (але використовувалися у Візантійській імперії, в Греції). Латинські таблиці, що були приготовлені єпископом Кирилом з Александрії незадовго до смерті Кирила у 444 р.. Вони покривають період 95 років чи 5 дев'ятнадцятирічних циклів з роками, які датовані у Діоклетіанській ері (Anno Diocletiani), з першим роком у 285 р. (сучасний історичний рік у відзначанні Пасхи). В той час Діоклетіановому способу підрахунку дали перевагу.

## Наша ера
Діонісій найвідоміший як винахідник «Нашої ери» (нашої доби), котра використовується роками у григоріанському і юліанському календарях. Він використовував дату народження Ісуса Христа, щоби визначити, як визначити дату святкування Пасхи у його Пасхальних таблицях, але не використовував її більше ні для жодного іншого датування. Коли він розробив свої таблиці, то літочислення за юліанським календарем велося від «теперішнього року» до часу консульства Пробуса Молодшого (Флавора Пробіуса), котрий почався 525 років після року народження нашого Господа (аналогічний записові «н. е.» датування «після Різдва Христового», «по Р. Х.»). Як він дійшов до того числа невідомо. Діонісій винайшов нову систему обчислення років і замінив Діоклетіанові роки, які у той час використовували для обчислення Пасхи, тому що він не хотів, щоб зберігалась пам'ять про того, хто тиранив християнство. Термін «наша ера» став домінуючим у Західній Європі тільки після того, як це використав Беда Преподобний для того, щоб датувати історію англійського народу, що було закінчене у 731 році.